# TV 역사저널
《TV 역사저널》은 대한민국의 KBS에 방송됐던 교양 프로그램이다.

## 방송 시간
- KBS 1TV - 1998년 6월 16일부터 1998년 9월 22일까지, 매주 화요일 밤 10시 15분 ~ 11시

## 에피소드 목록
| 횟수 | 방송 일자       | 제목                                            |
| ---- | --------------- | ----------------------------------------------- |
| 1    | 1998년 6월 16일 | 조선개항, 왜 하필 일본이었나                    |
| 2    | 6월 30일        | 동래 암행어사는 일본으로 향했다                 |
| 3    | 7월 7일         | 청(淸)은 왜 대원군을 납치했나?                  |
| 4    | 7월 14일        | 추적! 거문도 사건의 내막                        |
| 5    | 7월 21일        | 쿠데타! 그들의 세상은 3일뿐이었다 - 갑신정변    |
| 6    | 7월 28일        | 고종도 영어시험 감독관이었다                    |
| 7    | 8월 4일         | 19세기말 히트 수입품 / 소다는 해결사였다        |
| 8    | 8월 18일        | 그때 태극기가 있었다                            |
| 9    | 8월 25일        | 조선의 밤을 낮처럼 밝게 하라! - 고종의 전기사업 |
| 10   | 9월 1일         | 미스터리 인물 - 김옥균 암살범 홍종우            |
| 11   | 9월 8일         | 고종이 비밀정보기관을 만든 까닭은?              |
| 12   | 9월 15일        | 상투전쟁! 단발령에 관한 보고서                  |
| 13   | 9월 22일        | 인물탐구 이완용                                 |

## 제작진
- 책임 프로듀서 : 남성우
- 연출 : 김형일, 허진, 권오주, 우종택, 양승동, 이완희, 장성주
- 작가 : 이혜진, 빈선화, 권기경, 장윤정, 주은경

## 같이 보기
- TV 조선왕조실록 (전작, 1997년 ~ 1998년)
- 역사 스페셜 (후속작, 1998년 ~ 2003년)